# Парутино
Парутино (укр. Парутине) — село в Очаковском районе Николаевской области Украины.
Основано в 1811 году. Население по переписи 2001 года составляло 1996 человек. Почтовый индекс — 57540. Телефонный код — 05154. Занимает площадь 2,17 км².
К югу от села (около 1 км) расположен Национальный историко-археологический заповедник «Ольвия» Национальной академии наук Украины. Территория этого заповедника охватывает остатки собственно одноимённого древнегреческого города, некрополя и ещё одного древнегреческого поселения на о. Березань.
В 331 году до н. э. Ольвию неудачно пытался завоевать полководец Александра Македонского Зопирион.

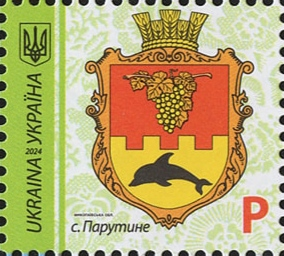
Стандартная марка с символикой города в серии «Гербы городов, поселков и сел Украины», Почта Украины, 2024 год.

## Известные уроженцы и жители
- Бахтов, Владимир Александрович — художник и фотограф.

## Местный совет
57540, Николаевская обл., Очаковский р-н, с. Парутино, ул. Ленина, 17а